# Palace II
Imagem retratando o momento da destruição do edifício em fevereiro de 1998.
Palace II foi um edifício residencial construído na Barra da Tijuca, Rio de Janeiro, que foi implodido no dia 28 de fevereiro de 1998, a despeito de investigações anteriores terem encontrado em registro como causa da tragédia um erro estrutural de cálculo (assinado pelo engenheiro responsável) nas vigas de sustentação.

## Construção
O edifício Palace II foi construído pela Construtora Sersan de Sérgio Naya em 1990, com previsão de conclusão para 1995, tendo havido no entanto um atraso na conclusão da obra.
Segundo os moradores, em 1996 o edifício foi interditado pela Defesa Civil após ter morrido um operário ao cair no fosso do elevador que apresentava defeito.
A construtora já havia sido processada 4 vezes em virtude da má construção do prédio, que não havia recebido o habite-se da prefeitura.

## Primeiro desmoronamento
O primeiro desmoronamento ocorreu às 3 horas do dia 22 de fevereiro de 1998, quando os pilares 1 e 2 do edifício, onde havia 44 apartamentos, desabaram. Oito pessoas morreram como resultado do incidente. Em 24 de fevereiro, a prefeitura anunciou que a implosão do edifício ocorreria dentro de 5 dias.

## Segundo desmoronamento
O segundo desmoronamento ocorreu pouco antes das 13 horas do dia 27 de fevereiro de 1998. 30 minutos antes do desmoronamento, o laudo técnico recomendava que os moradores voltassem ao edifício para recuperar seus bens, quando uma inexplicável coluna d'água irrompe da cobertura do 23° andar com toneladas de água. Não foi assentado se havia ou não uma piscina nessa laje como mostra a foto, no entanto, assume-se que a caixa d'água teria sido drenada por razões de segurança antes do ingresso de técnicos na instalação dos explosivos para a implosão.
Outra explicação para esse segundo desabamento é que os técnicos da implosão, preocupados em não incomodar os vizinhos, teriam pré-instalado uma grande quantidade de água na laje das coberturas para que na hora da implosão liberasse o mínimo de material particulado na atmosfera. Essa providência teria sobrecarregado o limite de resistência da estrutura fazendo parte dela ruir antes mesmo da implosão, mas essa possibilidade foi logo descartada.
22 apartamentos foram destruídos nessa segunda queda.

## Implosão
Ocorreu ao meio-dia de 28 de fevereiro de 1998. A implosão foi feita pela empresa CDI Implosões, e transmitida ao vivo para todo o Brasil pela televisão.

## Reconstrução
Em 2010, a construtora Calçada adquiriu o terreno onde o Palace II havia construído, com intuito de erguer um novo condomínio no local.